# 티미의 못말리는 무비: 티미가 커졌어요
티미의 못말리는 무비: 티미가 커졌어요》(영어: Fairly Odd Movie: Grow Up, Timmy Turner!)는 2011년 7월 9일에 니켈로디언에서 티미의 못말리는 수호천사 10주년 기념으로 방영된 영화이다.
기존 TV판과 다른 실사판으로 방영되었다.

## 개요
1시간 스페셜로 방영되었고 한국 방영 초기에는 자막판으로 방영했다.
2012년 2월에 더빙판이 방영되기 시작했다. 더빙판의 성우진은 티미를 제외하고 모두 그대로이다.

## 스토리
스토리는 TV판의 13년 후에서 시작한다. 티미는 23살의 청년으로 성장했지만, 수호천사 규칙(Da rules)에 적혀 있는 대로 사랑에 빠지거나 집에서 독립하는 순간 수호천사를 잃게 된다는 조항 때문에 여전히 딤스데일 초등학교의 크로커 교수의 학급에서 재학 중이다. 그러던 어느날, 석유재벌 '마그넷 주니어'가 딤스데일 공원을 밀어버리고 초고층 호텔을 세우기로 한다. 하지만 갑자기 어떤 아가씨가 나타나 호텔 건설을 반대한다.그런데 티미는 그녀에게 반해 버리고 만다. 그리고 그녀의 한마디 - "제 이름은 투티라고요!" 쇼크아닌 쇼크를 받은 티미는 이후 수호천사의 힘을 빌려 마그넷에게 망신을 주게 되고 티미와 투티는 점점 가까워지기 시작한다. 이에 위기감을 느낀 수호천사들은 티미가 사랑에 빠지는 걸 막기 위해 노력한다. 한편, 망신을 당한 원인이 티미가 가지고 있는 수호천사 때문이라는 걸 알게 된 마그넷은 크로커와 힘을 합치게 되는데...

## 등장 인물 · 캐스트

### 레귤러
자세한 것은 티미의 못말리는 수호천사의 등장인물 목록을 참조.
- 티미
  - 드레이크 벨
- 투티
  - 다니엘라 모네
- 코스모
  - 성우 - 제이슨 알렉산더
- 완다
  - 성우 - 셰릴 하인즈
- 크로커
  - 성우 - 다란 노리스
- 팡
  - 성우 - 랜디 잭슨
- 조르겐[1]

### 오리지널
- 마그넷 주니어

## 같이 보기
- 티미의 못말리는 수호천사
- 티미네이터